# آمینیا (حوزه سرشماری)، نیویورک
آمینیا (به انگلیسی: Amenia) یک منطقهٔ مسکونی در ایالات متحده آمریکا است که در نیویورک واقع شده‌است. آمینیا ۳٫۲۲ کیلومتر مربع مساحت و ۹۵۵ نفر جمعیت دارد و ۱۷۳٫۱۳ متر بالاتر از سطح دریا واقع شده‌است.